# Atmore (Alabama)
Atmore ist eine City im Escambia County im US-Bundesstaat Alabama. 2020 lebten hier 8391 Menschen.

## Geographie
Atmore liegt im Süden Alabamas im Südosten der Vereinigten Staaten. Die südliche Stadtgrenze bildet zugleich die Grenze zu Florida, die Entfernung zum Golf von Mexiko im Süden beträgt etwa 80 Kilometer. Das Stadtgebiet ist in mehrere Teile aufgeteilt, von denen sich neben dem Kernstadtgebiet ein weiteres östlich der Stadt um den Flughafen sowie vier weitere nördlich der Stadt um den Anschluss an den Interstate 65 herum befinden.
Nahegelegene Orte sind unter anderem Walnut Hill (12 km südlich), Flomaton (18 km östlich), Century (18 km östlich) und Bay Minette (25 km südwestlich). Die nächste größere Stadt ist mit etwa 195.000 Einwohnern das knapp 50 Kilometer südwestlich entfernt gelegene Mobile.

## Geschichte
Atmore wurde 1866 als Station der Mobile and Great Northern Railroad mit dem Namen Williams Station gegründet. Bis 1886 entwickelte sie sich nur langsam, erfuhr dann aber durch den Bau eines Sägewerks ein Wachstum. Sie wurde 1897 benannt nach C. P. Atmore, einem hohen Angestellten der Louisville and Nashville Railroad. Die Bauholz- und Terpentin-Industrie wurde zum wichtigsten Zweig der lokalen Wirtschaft.
Seit 1908 verfügt die Stadt über einen Telefonanschluss, seit 1911 über einen Wasseranschluss sowie seit 1914 über einen durchgehenden Stromanschluss. 1915 wurde das erste Krankenhaus gebaut. Neben der Industrie ist die Stadt auch als lokales Landwirtschaftszentrum von Bedeutung.

## Verkehr
Vom Westen in den Osten der Stadt verläuft der U.S. Highway 31, vom Norden in den Süden außerdem die Alabama State Route 21, die südlich des Stadtgebiets in die Florida State Road 97 übergeht. Etwa 4 Kilometer nordwestlich der Stadt verläuft der Interstate 65, der über eine Länge von 1436 Kilometern von Alabama bis nach Indiana führt. Nördlich der Stadt befinden sich vier kleinere Exklaven um den Anschluss an den Interstate 65 herum.
In einer weiteren Exklave 2 Kilometer östlich des Stadtgebietes befindet sich der Atmore Municipal Airport, über den etwa 3870 Flugbewegungen jährlich durchgeführt werden.

## Demographie
Die Volkszählung 2000 ergab eine Bevölkerungszahl von 7676. Die Bevölkerungsdichte betrug etwa 356 Menschen pro Quadratkilometer. 49,5 % der Bevölkerung waren Weiße, 46,3 % Schwarze, 2,4 % Indianer, 0,5 % Asiaten und 0,1 % Pazifische Insulaner. 0,4 % entstammten einer anderen Ethnizität, 0,9 % hatten zwei oder mehr Ethnizitäten, 0,7 % waren Hispanics oder Lateinamerikaner jedweder Ethnizität. Auf 100 Frauen kamen etwa 79 Männer. Das Durchschnittsalter lag bei 37 Jahren.
Bis zur Volkszählung 2010 stieg die Bevölkerungszahl um fast 33 % auf 10.194.

## Persönlichkeiten
- Bobby Brantley (* 1948), Politiker (Republikanische Partei)
- Evander Holyfield (* 1962), Profiboxer und unumstrittener Boxweltmeister